# Caproni Ca.9
Il Caproni Ca.9 fu il nono modello di aeroplano progettato e costruito dal pioniere dell'aviazione trentino Gianni Caproni. Si trattava di un monoplano monomotore caratterizzato da una configurazione moderna, con elica traente e impennaggi in coda, che volò per la prima volta nei mesi centrali del 1911 e, all'inizio del 1912, conquistò il primato mondiale di velocità per aeroplani dotati di un motore di meno di 40 CV di potenza.

## Storia del progetto
Il Caproni Ca.9 fu il secondo monoplano costruito da Gianni Caproni nell'officina che egli, in collaborazione con l'ingegnere Agostino De Agostini e con l'aviatore Gherardo Baragiola, aveva avviato presso Vizzola Ticino nella prima metà del 1911.

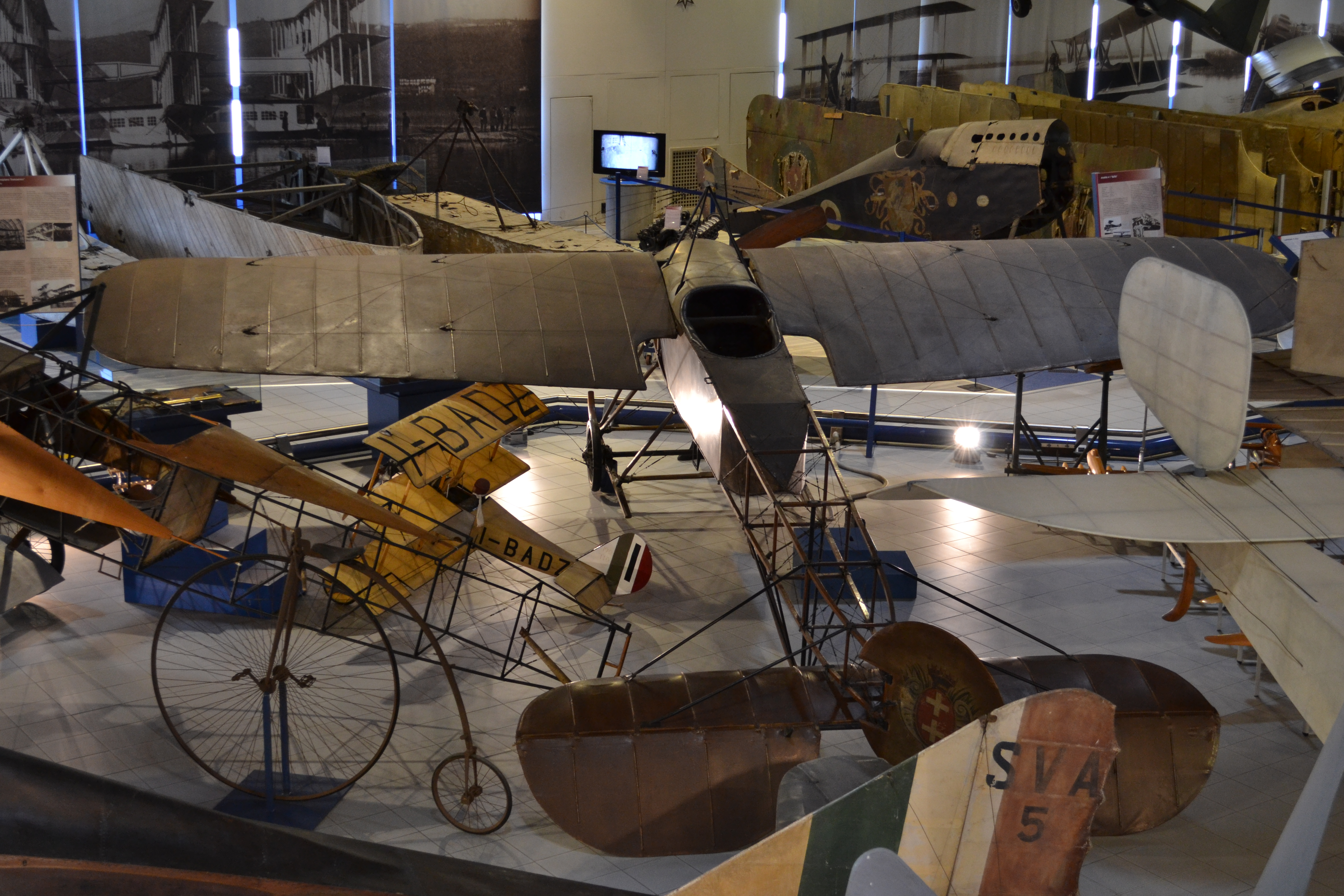
Vista posteriore dall'alto del Caproni Ca.9, conservato presso il Museo dell'Aeronautica Gianni Caproni di Trento.

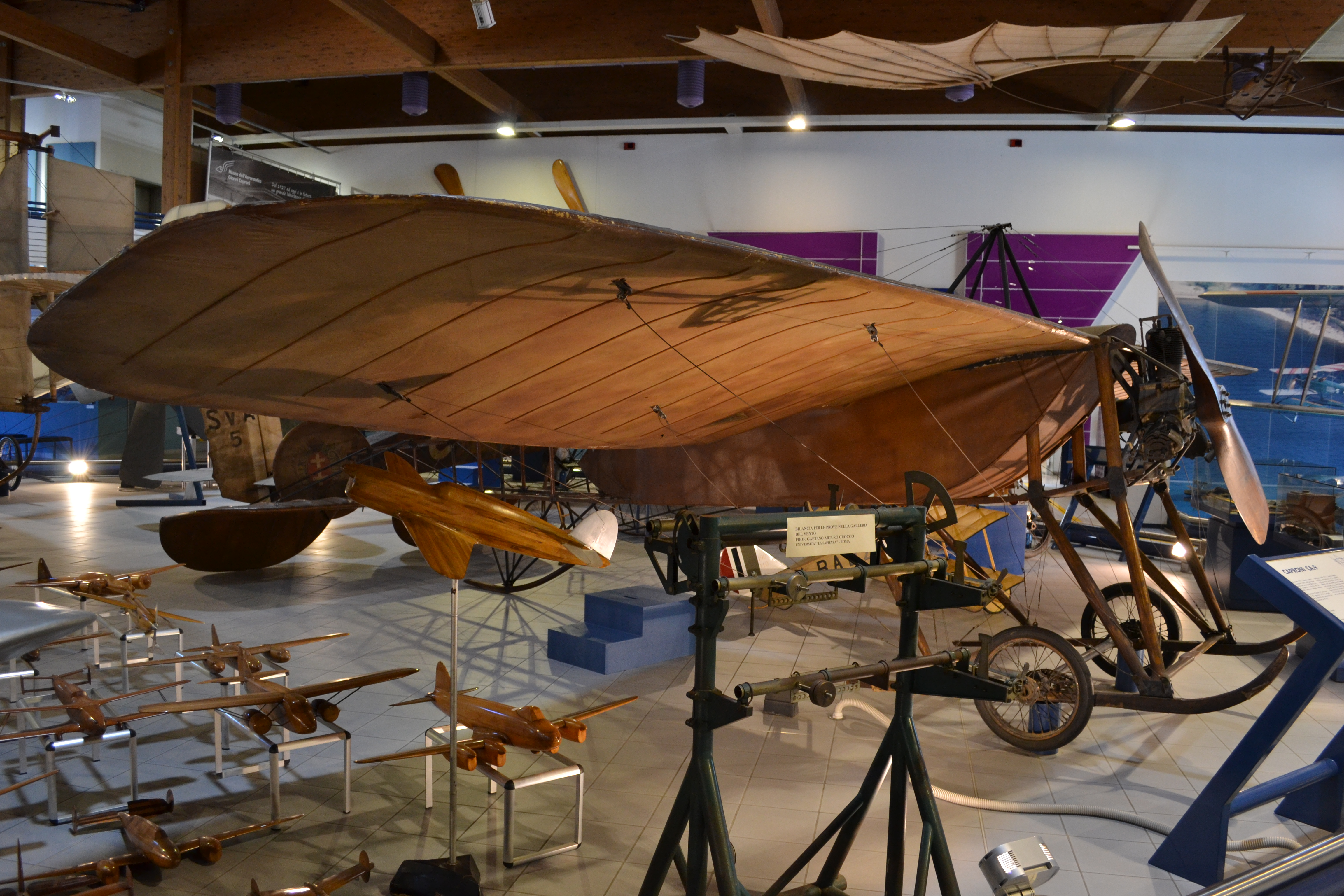
Vista laterale dello stesso.

## Tecnica
Basato, nella sua concezione generale, sul Blériot XI con cui Louis Blériot aveva compiuto la prima trasvolata del canale della Manica nel 1909, il Ca.9 era molto simile al suo predecessore Ca.8. Era un moderno monoplano ad ala alta con struttura in legno e rivestimento in tela, dotata di un sistema di svergolamento alare per il controllo del rollio e rinforzata da tiranti metallici collegati alla fusoliera e a una struttura apposita collocata al di sopra di essa; la fusoliera era basata su una struttura in legno a traliccio, a sua volta rinforzata da cavi metallici, ed era ricoperta in tela solo per la metà anteriore; la stessa struttura in legno con rivestimento in tela caratterizzava gli impennaggi. Il carrello, fisso, era composto da due ruote anteriori con pattini anti-cappottata e da un altro pattino, più piccolo, in coda. Il motore, che azionava un'elica bipala in legno a passo fisso in posizione traente, era un Anzani a tre cilindri a Y capace di sviluppare una potenza di 35 CV (25,76 kW).

## Impiego operativo
Portato in volo per la prima volta nell'estate 1911, il Ca.9 servì presso la scuola di volo annessa alle officine Caproni a Vizzola Ticino; il 20 gennaio 1912 (il 30 secondo altre fonti), ai comandi del pilota Enrico Cobioni, che si era brevettato proprio alla scuola di Caproni, l'aereo batté il record mondiale di velocità per velivoli dotati una potenza inferiore ai 40 CV.
Lo scienziato e senatore del Regno d'Italia Giovanni Celoria descrisse così l'episodio:

## Esemplari attualmente esistenti
Il Caproni Ca.9, giunto al termine della sua vita operativa, venne preservato ed è oggi l'unico sopravvissuto della serie di monoplani che, iniziata con il Ca.8, sarebbe terminata con il Ca.16 dopo la costruzione di ben 71 esemplari dei vari modelli.
Nel 1986, in occasione del centenario della nascita di Gianni Caproni, il Ca.9 venne dato in prestito dalla famiglia Caproni al prestigioso National Air and Space Museum di Washington; trasportato negli Stati Uniti, dove subì anche degli interventi conservativi, rimase esposto per qualche tempo nel padiglione Early Flight del NASM. Fu riportato in Italia nel 1988 e, quando nel 1992 il Museo Caproni venne riaperto a Trento, il Ca.9 (sottoposto nel frattempo a nuovi restauri) venne collocato definitivamente nella sezione del museo dedicata ai velivoli pionieristici dove si trova tuttora.